# فلايت سيميولتر إكس
مايكروسوفت فلايت سيميولتر إكس (بالإنجليزية: Microsoft Flight Simulator X)‏، لعبة فيديو لمحاكاة الطيران، وهي آخر ما أنتج فريق آسس ستيديو التابع لشركة مايكروسوفت. متوفرة في نسختين نسخة للهواة وأخرى للمحترفيين، خرجت للأسواق في شهر أكتوبر من سنة 2006 «النسخة الفرنسية». وتعتبر من أمتع لعب الفيديو ومن أشهرها في هذا المجال. شهدت هذه النسخة عدة تطويرات وتحسينات خاصة في مجال الغرافيك إضافة إلى تأسيس قمرة حقيقية ثلاثية الأبعاد تزيد من متعة سياقة الطائرة خلافا للنسخ السابقة، لم يتم حذف القمرة الثنائية الأبعاد وذلك لتلبية رغبات كل الهاوين باللعبة. تحتوي على ما يقارب 25000 مطار حول العالم، وبها عدة مميزات كتعليم قيادة الطائرات التجارية والمروحيات، والتخاطب مع أبراج المراقبة، إضافة إلى الحيوانات والسيارات والبنيات التحتية، والتحسين في التضاريس والبحر بشكل أفضل من النسخ السابقة.

## متطلبات النظام
بيئة عمل اللعبة هو وندوز إكس بي 2 أو وندوز فيستا، تصنف هذه اللعبة ضمن الألعاب الشرهة، أي أنّها تستهلك طاقة كبيرة لكي تعمل بالشكل الجيد، فهي تتطلب 2.00 جيغا بايت كسعة للذاكرة الحية، إضافة إلى 3.50 جيجا هرتز لمعالجات بانتيوم. تحتاج إلى بطاقة غرافيك ذات سعة عالية 512 ميغا بيت على الأقل، تتطلب أيضا سعة ما يناهز 15 جيجا بايت على القرص الصلب عند فك الضغط والقيام بعملية التنصيب، نسبة كبيرة جدا من هذه السعة العالية سببها تأسيس الكرة الأرضية كاملة، يليها قوة الغرافيك.

## وصلات خارجية
موقع اللعبة